# Uebeschi
Uebeschi es una comuna suiza del cantón de Berna, situada en el distrito administrativo de Thun. Limita al norte con las comuna de Forst-Längenbühl y Thierachern, al este con Amsoldingen, al sur con Höfen bei Thun y Pohlern, y al oeste con Blumenstein.
Hasta el 31 de diciembre de 2009 situada en el distrito de Thun.